# Egipte (província romana)
La província romana d'Egipte (Aegyptus) va ser el nom amb què van denominar la regió d'Egipte durant l'Imperi Romà. Després de la mort de Cleòpatra, i amb ella la de la dinastia Ptolemaica que havia governat la zona des de la mort d'Alexandre el Gran, Egipte va esdevenir part de l'Imperi Romà com a província governada per un prefecte nomenat per l'emperador entre els Magister equitum i no entre els senadors, per prevenir les interferències del Senat.
El principal interès dels romans en Egipte fou la tramesa de cereals a la ciutat de Roma. Per aconseguir-ho, l'administració romana no va canviar el sistema ptolemaic de govern, encara que els romans van reemplaçar els grecs dels llocs de responsabilitat, però la llengua i la cultura grega es continuaren usant (el grec era l'idioma de l'administració a excepció dels llocs més importants). A diferència dels grecs, els romans no s'hi van establir en gran quantitat. La cultura, l'educació i la vida cívica van mantenir-se gregues durant la dominació romana. Els romans, com els Ptolemeus, respectaven i protegien la religió i els costums egípcis, tot i que el culte estatal i a l'emperador es va anar introduint gradualment.
Així doncs, el prefecte es convertí en la màxima autoritat imperial a Egipte, depenent directament de l'emperador. Les castes establertes per la dinastia ptolemaica es mantingueren i encara es reforçaren, amb la divisió del treball que preval a grecs i jueus i, ara, els ciutadans romans. Els tributs en espècie, sobretot el blat, foren font important per a Roma. La cristianització de la metròpoli s'estengué en la seva conquesta d'Egipte i el nou territori de l'Imperi veié ascendir el clergat cristià, especialment al Patriarca d'Alexandria, als llocs més alts dintre de la nova societat.
Després de la divisió de l'Imperi de Dioclecià l'Imperi Romà d'Orient, instal·lat a Constantinoble, succeí a Roma com a centre de poder de la província a partir del 395 en què els dos imperis se separen ja de forma irreversible. La creació de latifundis a conseqüència de la crisi productora del segle iii s'accentuà en aquest període amb grans concentracions de terres a les quals no era aliena l'Església catòlica. L'Imperi Romà d'Orient mantenia una forta presència militar amb la flota a Alexandria, però això no va ser obstacle perquè el 618 l'imperi Persa fes una incursió en territori egipci fins que definitivament el Califat omeia conquistés el 639 el país.

## Els governadors romans d'Egipte

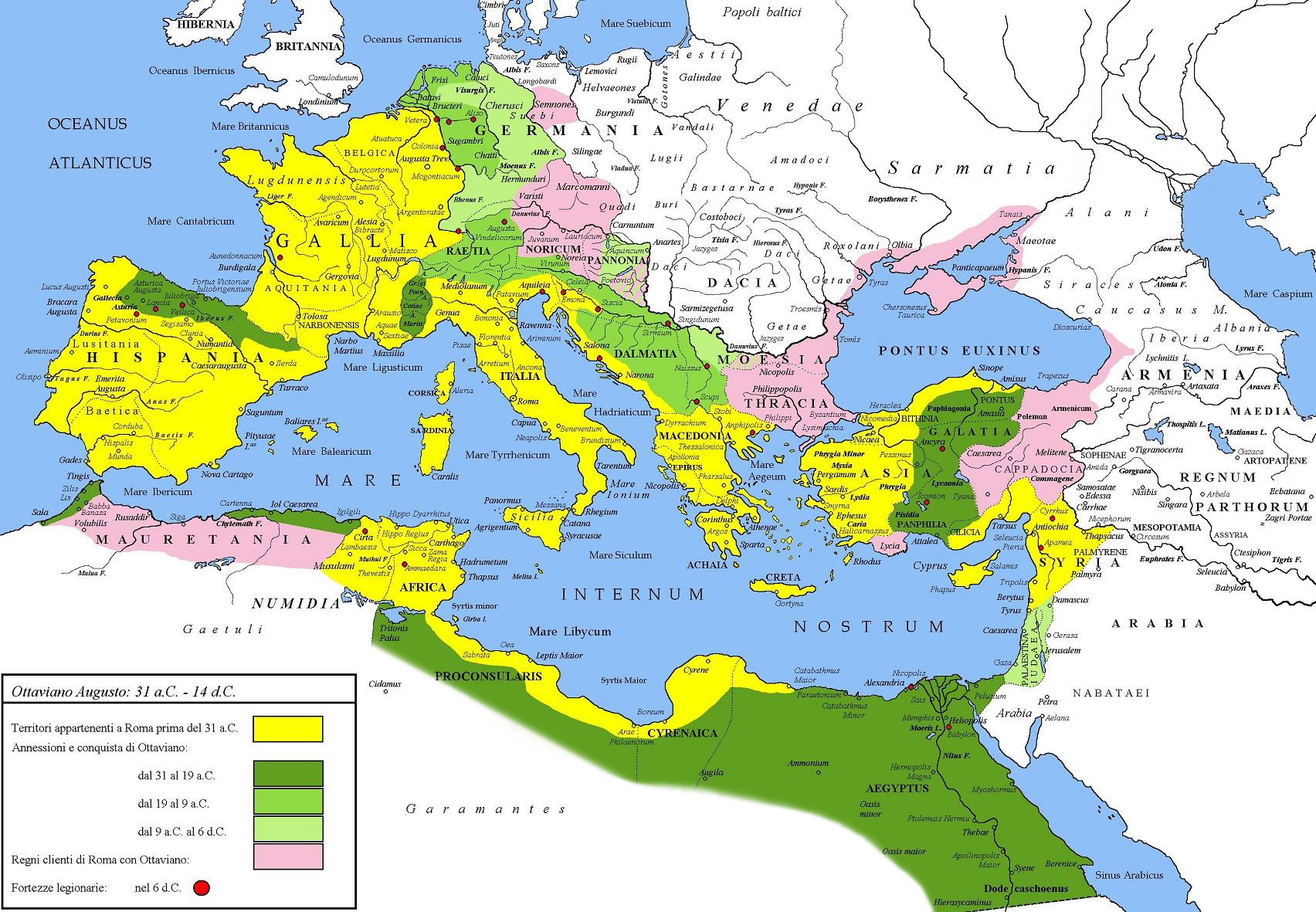
L'Imperi Romà sota Cèsar August
(31 aC - 6 dC)

El primer procònsol d'Egipte fou Gai Corneli Gal, qui conquerí l'Alt Egipte amb la força de les armes, derrotant-hi els últims seguidors dels ptolemeus. El segon prefecte, Eli Gal, rebent una ordre d'August, dirigí una campanya contra els regnes nubians i una altra per trobar l'Arabia Felix. La campanya fou ràpidament aturada (25 aC) a causa de les grans pèrdues de tropes (romans, hebreus i nabateus), per la fam i les malalties. El tercer prefecte, Gai Petroni, netejà els canals d'irrigació abandonats, estimulant-hi un ressorgiment de l'agricultura. Els cuixites, que eren com els egipcis anomenaven els actuals sudanesos, aprofitant la feblesa de les forces romanes a Egipte, envaïren la província egípcia de Baixa Núbia, dirigits per la reina Amanirenes, atacant i saquejant Elefantina i Files. Des d'allà, avançaren cap a Tebes i hi derrotaren la guarnició romana, que s'hi havia instal·lat poc abans després de convertir August el país en província. L'historiador Estrabó informà que la reina cuixita "esclavitzà els habitants i destruí una estàtua de Cèsar". El prefecte romà Gai Petrnoni fou enviat per August a Núbia al comandament de les legions. S'hi trobà i derrotà un exèrcit de Mèroe i aconseguí entrar a la capital, Napata, ciutat fundada pels faraons egipcis com la capital del sud. Petroni seguí la lògica romana de pacificació, "creen desolació i l'anomenen pau" digué Tàcit, i capturà milers de nubians, destruint la ciutat i esclavitzant-ne els habitants. Els cuixites, però, no es rendiren i enviaren enviats per a les negociacions a l'illa de Samos i al final conclogueren un tractat de pau les condicions del qual els asseguraven la independència plena, i no com a país vassall de Roma.
Entre el 23 i el 24 dC els nubians irromperen a la frontera, però el governador Gai Galeri aconseguí expulsar-los-en, obligant-los a demanar la pau.
Del regnat de Neró en endavant, Egipte gaudí d'una època de prosperitat que durà un segle. Sorgiren molts problemes a causa dels conflictes religiosos entre grecs i jueus, especialment a Alexandria, que després de la destrucció de Jerusalem el 70 dC arribà a ser el centre mundial de la religió i de la cultura jueves. Durant el regnat de Trajà hi hagué una sèrie d'aixecaments jueus que s'estengueren a Egipte. Tingueren com a resultat la destrucció de gran part d'Alexandria, l'expulsió dels jueus i la pèrdua de tots els seus privilegis, tot i que hi tornaren aviat. Hadrià, que visità dues vegades Egipte, fundà Antinòupolis en memòria del seu amant Antínous, que havia mort ofegat al Nil. Des de l'època del seu regnat en endavant s'erigiren edificis en estil grecoromà a tot el país.
Durant el mandat d'Antoní Pius els abusius imposts originaren una rebel·lió el 139 dC dels egipcis nadius, que fou sufocada després de diversos anys de lluita. Aquesta guerra causà un gran dany a l'economia i marcà el principi del descens econòmic d'Egipte. Avidi Cassi, que dirigí les forces romanes a la guerra, es proclamà emperador, i fou reconegut pels exèrcits de Síria i d'Egipte. Tanmateix, tot i que es feu amb el control de les parts més importants de l'est de l'Imperi —Egipte era una font clau de blat per a Roma— Cassi fallà a l'hora de saber estendre la seva rebel·lió. El governador de Capadòcia, Publi Marcià Ver, romangué lleial a Marc Aureli. Clarament Marc Aureli es trobava en una posició forta, amb més legions disponibles que les que tenia Cassi. «Després d'un somni d'imperi durador de tres mesos i sis dies», Cassi fou assassinat per un centurió, enviaren a Marc Aureli el seu cap, que el rebutjà i ordenà que l'enterressin. Una rebel·lió semblant esclatà el 193 dC quan Pescenni Níger fou proclamat emperador després de la mort de Publi Helvi Pèrtinax. Septimi Sever, qui també havia estat proclamat emperador per les tropes del danubi, marxà immediatament a l'est i aixafà l'indisciplinat exèrcit de Níger. La batalla decisiva tingué lloc a Issos, a la primavera del 194 dC. Durant el seu regnat, l'any 202 dC, Egipte fou reorganitzat com una província autònoma amb dret a fundar les seves pròpies institucions.

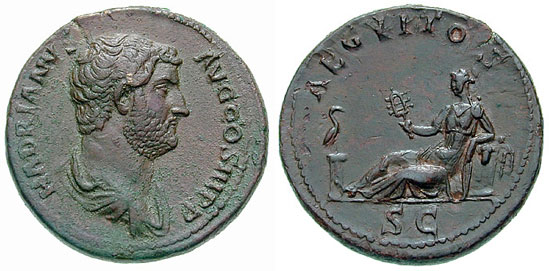
Moneda d'"Adrianvs" inscrita amb "AEGYPTOS".

Caracal·la (211-217) promulgà l'any 212 dC l'Edicte de Caracal·la pel qual atorgava la ciutadania romana a tots els egipcis, en comú amb altres províncies, aquesta mesura, aconsellada pel desig de fer créixer la unitat política de l'imperi i d'elevar els ingressos fiscals, donà un gran impuls a la romanització, en deixar al marge de la ciutadania només les poblacions rurals i els bàrbars instal·lats a les fronteres. El maig del 215, durant les seves campanyes a l'est, aixecà el seu campament a Alexandria i visità la tomba del seu ídol Alexandre el Gran. Després de la propagació d'una sàtira de l'assassinat de Publi Septimi Geta que feia veure que havia estat executat presumptament en defensa pròpia, els legionaris de Caracal·la devastaren la ciutat i assassinaren milers de ciutadans innocents. Aquest fet impulsà de nou l'odi dels egipcis envers l'emperador.
Sota Deci, el 250 dC, una altra vegada els cristians patiren la persecució, però llur religió continuà propagant-se. El prefecte d'Egipte, el 260, Mussi Emilià, donà suport a la rebel·lió dels macrians contra Gal·liè (260-261), autoproclamant-se el 261 i derrotat el 262.
El 269 dC Zenòbia, la reina de Palmira, conquerí momentàniament Egipte, però el perdé quan Luci Domici Aurelià aixafà la seva rebel·lió contra Roma.
Aurelià, artífex de l'alliberament, hagué d'aixafar la revolta d'un comerciant grec a Alexandria, Firm, que adquirí el caràcter de vertadera guerra civil, i que fou durament reprimida per l'emperador. També Probe castigà durant el seu regnat una altra sublevació alexandrina, demolint aquest cop les muralles.
Gairebé tres dècades després, Egipte, gairebé sempre fidel al govern central, trencà sorprenentment aquesta actitud en proclamar dos antiemperadors, Luci Domici Domicià i Aureli Aquil·leu, la qual cosa obligà Dioclecià a intervenir-hi personalment la primavera del 297, sometent Alexandria a un llarg setge de vuit mesos que acabà amb la presa de la ciutat i el seu saqueig. Es diu que després de la capitulació de la ciutat, Dioclecià ordenà que la carnisseria continués fins que la sang arribés als genolls del seu cavall, però els alexandrins quedaren alliberats de la mort quan l'emperador caigué del cavall en relliscar en un bassal de sang.
A més hi hagué durant aquest període diversos terratrèmols. El del 21 de juliol del 365 dc fou particularment devastador. Segons les fonts, hi hagué 50.000 morts només a Alexandria, i l'equip de Franck Goddio de l'Institut Européen d'Archéologie Sous-Marine va trobar al fons de les aigües del port centenars d'objectes i trossos de columnes que demostren que almenys el vint per cent de la ciutat dels ptolemeus s'enfonsà a les aigües.

## El cristianisme
Els seus inicis són molt obscurs. La tradició parlava d'una predicació de Sant Marc a Alexandria. No obstant això, els primers testimonis fidedignes es tenen en un minúscul fragment sobre papir de l'Evangeli segons Joan, escrit entre el 120 i el 130 dC. Alexandria al segle ii comptà amb un bisbe, Pantè, i una escola catequística que des de començaments del segle iii dirigí Climent (160-215), un convers possiblement originari d'Atenes i en els escrits del qual s'empra tot el llegat de la filosofia i de la tècnica literària antigues per interpretar el cristianisme. La figura més gran de l'església alexandrina fou Orígenes (185-253), qui es consagrà a l'ascetisme i a la catequesi, i de qui es conserven algunes obres. La mateixa persecució on morí Orígenes, la de l'emperador Deci, fou també la causa d'una profunda escissió entre cristians que havien sacrificat i els que no (es conserven papirs que contenen certificats de sacrifici expedits a nom d'aquell qui l'havia realitzat). També en aquells anys sorgí a Egipte el moviment anacoreta. El primer cristià egipci a retirar-se al desert fou Pau l'Ermità, que s'hi instal·là durant la persecució, tot i que fou Antoni Abat, l'any 270, qui difongué el nou estil de vida. Després va venir el monasticisme de Pacomi a la primera meitat del segle iii, que establí comunitats ascètiques de monjos i monges en monestirs. Macari o Pegol estengueren altres comunitats semicenobítiques amb regles pròpies. Quan finalitzà la persecució de Dioclecià l'església egípcia entrà en una època de disputes, agreujades a partir del Concili de Nicea I (324). L'ortodòxia de Nicea es conciliava malament amb la pluralitat teològica del món oriental, especialment l'egipci. Els bisbes ortodoxos eren excepció a Orient i el cas de la seu alexandrina, amb el seu bisbe Atanasi, deposat dues vegades per un concili provincial, és paradigmàtic. L'Edicte de Tessalònica (380) a favor de la doctrina catòlica, encara que reforçava l'autoritat del bisbe d'Alexandria, Pere I, successor d'Atanasi, no trobà tampoc una bona acceptació en un clergat heterodox. Amb la legislació imposada per Teodosi I el Gran que prohibia els sacrificis i l'entrada als temples pagans (391) el comportament cristià fou especialment agressiu, amb una onada de destruccions, entre les quals cal destacar la destrucció del Serapeu d'Alexandria. Ciril, el patriarca d'Alexandria, expulsà els jueus de la ciutat mentre Hipàcia, la filòsofa neoplatònica, fou assassinada. D'ara endavant molts antics temples foren convertits en centres monàstics o en esglésies. Les comunitats de monjos inundaren el país, amb 40 monestirs i convents i 30.000 monjos i monges. No obstant això, les disputes internes mai no cessaren. Egipte es convertí en el centre del monofisisme. El Concili de Calcedònia (451) intentà eliminar el corrent pçi va provocar com a reacció una matança dels seus membres a Alexandria. El país s'escindí, amb dos patriarcats, un que representava l'ortodòxia de Constantinoble i un altre el credo monofisita, majoritari entre els egipcis, que aviat es transformà en una església nacional, la copta.

## Egipte romà tardà (segles IV-VI aC)
El segle iv fou l'escenari de la fundació de Constantinoble com la nova capital de l'imperi i la seva divisió en dos, amb Egipte pertanyent a l'Imperi Romà d'Orient amb capital a Constantinoble. El llatí, mai ben establert del tot a Egipte, tingué un paper cada cop menor amb la continuació del grec com la llengua dominant del govern i de l'erudició. Durant els segles V i VI de l'Imperi Romà d'Orient, a poc a poc es transformà en un estat completament cristià, es fundà la diòcesi d'Egipte i s'abandonà del tot el passat pagà.
La caiguda de l'Imperi Romà d'Occident al segle v aïllà encara més els romans egipcis de la cultura de Roma i accelerà el creixement del cristianisme. El triomf del cristianisme arribà a un virtual abandó de les tradicions faraòniques: amb la desaparició dels sacerdots i sacerdotesses que oficiaven als temples egipcis, ningú no podia llegir els jeroglífics de l'Egipte faraònic, i els seus temples foren convertits en esglésies o abandonats al desert.
L'Imperi d'Orient es tornà cada vegada més oriental en estil atès que les seves connexions amb el vell món grecoromà s'esvaïren. El sistema grec dels governs locals pels ciutadans havia desaparegut totalment. Les oficines, amb nous noms romans d'Orient, foren gairebé hereditàries a les riques famílies terratinents. Alexandria, la segona ciutat de l'imperi, continuà essent un centre de controvèrsia religiosa.
Ciril d'Alexandria expulsà els jueus de la ciutat l'any 415 dC, en resposta a una massacre de cristians pels jueus. L'assassinat de la filòsofa Hipàcia el març del 415 marcà el final definitiu de la cultura hel·lènica clàssica a Egipte.
Egipte, tanmateix, continuà sent un important centre econòmic per a l'imperi, subministrant gran part dels productes de la seva agricultura i indústria, a més de continuar sent un centre important de cultura. Fou el proveïdor de les necessitats de l'Imperi Romà d'Orient i del Mediterrani en conjunt. El regnat de Justinià I (482-565) es recapturà Roma i gran part d'Itàlia dels bàrbars, però aquests èxits deixaren el flanc oriental de l'imperi al descobert, i Egipte, el "graner" de l'imperi, quedà ara sense protecció.

## Invasió persa (619 dC)
La conquesta persa d'Egipte, començada l'any 617 o 618, fou un dels últims triomfs sassànides a les guerres romano-sassànides contra l'Imperi Romà d'Orient. Còsroes II havia començat aquesta guerra en represàlia per l'assassinat de l'emperador Maurici (582-602) i havia aconseguit una sèrie de primers èxits que acabaren amb la conquesta de Jerusalem el 614 i d'Alexandria el 619.
Una contraofensiva llançada per l'emperador romà d'Orient Heracli la primavera del 622 canvià l'avantatge, i la guerra acabà amb la caiguda de Còsroes el 25 de febrer del 628. El fill i successor de Còsroes, Cobades II, que regnà fins al setembre, arribà a la conclusió d'un tractat de pau amb el compromís de retornar els territoris conquerits pels sassànides a l'Imperi Romà d'Orient.
La conquesta persa permeté al monofisisme ressorgir obertament a Egipte, i quan el domini imperial fou restaurat per l'emperador Heracli l'any 629, els monofisites foren perseguits i el seu patriarca expulsat. Egipte estigué així en un estat d'alienació religiosa i política de l'Imperi fins que aparegué un nou invasor.

## Conquesta àrab (639-646 dC)
Un exèrcit de 3.500 àrabs encapçalats per Amr ibn al-As fou enviat pel califa Úmar ibn al-Khattab, successor de Mahoma, per estendre el domini islàmic a l'oest. Els àrabs travessaren a Egipte des de Palestina el desembre del 639 dC, i avançaren ràpidament al delta del Nil. Les guarnicions imperials es retiraren a les ciutats emmurallades, on es defensaren amb èxit durant un any o més.
Els àrabs hi enviaren reforços, i l'abril del 641 capturaren Alexandria. Els romans d'Orient reuniren una flota amb l'objectiu de recuperar Egipte, i prengueren de nou la ciutat d'Alexandria el 645. Els musulmans tornaren a prendre-la el 646, completant la conquesta musulmana d'Egipte. Així s'acabaren els 975 anys de govern grecoromà a Egipte.

## Organització

### Administració
L'Egipte romà estava dividit en unes trenta unitats administratives anomenades "nomós", heretant així el clàssic sistema territorial egipci que també havien mantingut els ptolemeus. Cadascun dels nomós comptava amb un governador o "estrategs", nomenat pel prefecte o pel governador de la província. Entre el governador d'un nomós i el prefecte d'Egipte com a província romana hi havia quatre administradors regionals, coneguts com els "epistrategoi". El prefecte no governava Egipte de manera autoritària, sinó que era ajudat per procuradors encarregats de les finances, i per un altre cos de funcionaris.
Roma determinà la creació a Egipte de tres districtes principals, front als dos tradicionals (Alt i Baix): el Delta, amb capital a Alexandria; els "Set nomós i Arsínoe", a l'Egipte Mitjà, amb capital a Memfis; i la Tebaida, a l'Alt Egipte, amb capital a Tebes.
Cadascun dels nomós tenia una capital o metròpoli, la seu del govern local. Durant els dos primers segles després de Crist, els nomós i les seves metròpolis gaudiren d'un escàs autogovern; però el 200 dC Septimi Sever ordenà la creació de consells ciutadans a cada nomós, un pas cap a la conversió de les metròpolis en municipia (en essencial un municipium era un municipi amb autogovern). No obstant això, aquesta situació produí un ressentiment considerable, car amb una major responsabilitat va venir també una càrrega financera per a qui ostentaven càrrecs.
Les reformes administratives del Baix Imperi afectaren poc a Egipte. Dioclecià adscrigué el país a la diòcesi d'Orient, però poc després formà una diòcesi pròpia unida a Líbia. A més a més, s'hi crearen tres províncies que reproduïen l'antiga divisió en epistratègies: Augustamnica, amb capital a Alexandria; Arcàdia a Memfis i Tebaida a Coptos.

### Economia
Dels aspectes de l'economia egípcia el més important és el de la producció econòmica de la vall del Nil i del delta. La fecunditat d'Egipte era ben coneguda i la ciutat de Roma confiava molt en els vaixells de blat alexandrins per alimentar la població romana. Una segona faceta és l'extracció de minerals, centrada en gran part, però no exclusivament, al desert oriental. Aquí s'hi extreia or des de l'època faraònica, però durant el període romà també fou una font de pedres exòtiques com el granit del fòrum i el pòrfid imperial. El granit vermell d'Assuan té una llarga història d'extraccions i no és sorprenent que fos una de les principals pedres decoratives emprades pels romans. El tercer aspecte de l'economia era el paper representat per Egipte en l'articulació del comerç romà. Evidentment, Alexandria fou una de les grans ciutats comercials del món antic, però la posició d'Egipte és única, amb accés tant a la Mediterrània com a la mar Roja, que alhora condueix a l'oceà Índic i més enllà. De manera que el país tingué un paper destacat en el comerç de Roma amb Orient, amb l'Índia en concret, a través de la qual s'entrà en contacte amb Malàisia i possiblement fins i tot amb la Xina. Hi havia tres categories de treballadors a temps complet: els paidaria, els oiketai i els metramatiaioi. Les dues primeres categories semblen haver estat emprades de per vida i potser se'ls proporcionava allotjament de manera gratuïta; mentre que els metramatiaioi eren vilatans independents contractats per treballar durant uns anys determinats. Els treballadors casuals eren de procedències diverses, de vegades fora del poblat. El subministrament de blat des de les zones de conreu fins als magatzems d'Alexandria era una operació que també comprenia grans masses de treballadors. El transport era fet pels sitologós (funcionaris del gra), ajudats pels antigrapheus (administratius) i assistents financers.